# 深圳公交M202路
深圳公交M202路，是从清湖开往华强北实验学校总站（红荔路），由深圳巴士集团股份有限公司运营。

## 线路简介
- 深圳公交M202由深圳巴士集团股份有限公司营运。
- M202路伟绿雅苑总站开往科学馆地铁公交接驳站。
- 服务时间：06:50-21:00
- 班次间隔：10-20分钟（平峰期）10-20分钟（高峰期）

## 途径站点
- 往华强中方向：清湖总站 - 龙华汽车站 - 城市明珠 - 市人民医院龙华分院 - 龙华天虹商场 - 龙华市场 - 龙华街道办 - 电信大厦 - 龙泉酒店 - 风和日丽西 - 银泉花园 - 锦绣江南西 - 金地梅陇镇 - 世纪春城 - 民兴路口 - 东泉新村 - 铁路桥 - 樟坑 - 潜龙花园 - 石龙路口 - 惠鑫公寓(3) - 民乐地铁站 - 梅龙天桥 - 长城开发 - 笔架山公园 - 市二医院(2) - 航苑大厦 - 赛博数码广场 - 实验学校总站 (30站)
- 往清湖方向：实验学校总站 - 群星广场 - 华强北 - 市二医院(2) - 笔架山公园 - 长城开发 - 梅龙天桥 - 民乐地铁站 - 惠鑫公寓 - 石龙路口 - 潜龙花园 - 樟坑 - 铁路桥 - 东泉新村 - 民兴路口 - 世纪春城 - 金地梅陇镇 - 锦绣江南西 - 银泉花园 - 风和日丽西 - 龙泉酒店 - 电信大厦 - 龙华街道办 - 龙华市场 - 龙华天虹商场 - 市人民医院龙华分院 - 城市明珠 - 龙华汽车站 - 清湖总站 (29站)